# BeIN Sports (Turquie)
beIN sports Turquie (beIN Sports Türkiye), anciennement LİG TV,  est une chaîne de télévision turque spécialisée dans le football turc. Elle a été créée le lundi 4 septembre 2000 en même temps que le bouquet qui le diffuse, Digiturk (« télévision satellitaire numérique »). La chaîne est disponible en Suisse chez le câblo-opérateur naxoo.

## Description
BeIN Sports diffuse principalement des matchs de football de ligue turque Süper Lig, elle diffuse tous les match. Digiturk le bouquet à qui appartient la chaîne a acquis le droit de diffusion des matchs de l’équipe nationale pour les saisons 2010-2011, 2011-2012, 2012-2013, 2013-2014 de la Fédération turque de football (TFF).